# Сиуру (эстонская мифология)
Си́уру (эст. Siuru, Siurulind) — сказочная птица в старинных эстонских народных песнях. Упоминается также в девятнадцатой песни эстонского народного эпоса «Калевипоэг».

## Сущность
Имя Cиуру связывают с финским словом kiuru, которое означает «жаворонок». Человек Сиуру или птица — этот вопрос много обсуждался эстонцами. Те, кто считает, что Сиуру — человек, ссылаются на то, что Крейцвальд называет её «дочкой Таары». «Они полагают, что называть Сиуру птицей стали по той же причине, по которой девочек часто называют ... цыплёнком или птичкой. Действительно, иногда девушек в народных песнях называют птицами, но ведь не всякая птица — девушка, и не всякая девушка — птица», — писал эстонский священнослужитель и фольклорист Маттиас Иоганн Эйзен в своей статье «Сиуру» в газете «Постимеэс» в 1888 году.

## «Калевипоэг». Песнь девятнадцатая
Калевипоэг заковывает Рогатого в цепи * Счастливые времена * Празднество и книга мудрости * Вести о войне
Калевипоэг после победы над Рогатым пирует в кругу друзей и поёт песни. В одной из песен он рассказывает о Сиуру:
«Птица Сиуру, дочка Таары,
Синекрылая летунья,
С шёлковыми пёрышками,
Проклевалась без родимой,
Выросла без милых братев
И без ласковых сестричек,
Тёплого гнезда не знала,
Мягким пухом выложенной
Колыбели материнской.
Это видел старый Уку,
Подарил тебе он крылья,
Сделал крылья легче ветра,
Чтоб на них дитя скользило,
Чтоб на крылышках летало,
Высоко, до белой тучи,
До серебряного неба!
Птица Сиуру, дочка Таары,
Синекрылая летунья,
Высоко взвилась в полёте,
Далеко умчалась к югу.
Как на север повернула,
То увидела три мира:
Первый мир — девиц румяных,
Мир второй за ним — весёлых
Недоросточков кудрявых,
Третий мир — приют малюток,
Светлый терем малолетних.
Птица Сиуру, дочка Таары,
Крылья острые раскрыла,
С песней полетела к небу,
К солнца городу златому,
К лучезарном чертогу,
К медным месяца воротам.
Птица Сиуру, дочка Таары,
Крылья лёгкие раскрыла,
Над землёй весь день летала,
Повернула пред закатом
К теремам высоким Таары».
В песне Калевипоэга птица подробно рассказывает Тааре о том, где она была. И говорит, что видела красавиц, которые скучают в одиночестве, «по желанному тоскуют». Таара призывает дочку лететь к югу, затем повернуть на запад и на север и звать отовсюду гостей, «честных сватов с женихами».

## Использование имени Сиуру
В 1917 году эстонский писатель Август Гайлит основал литературную группу под названием «Сиуру».